# Scymnodon macracanthus
Scymnodon macracanthus  (лат.) — вид хрящевых рыб семейства сомниозовых акул отряда катранообразных. Известен по единственному экземпляру, назначенному голотипом. Обитает в юго-западной Атлантике. Максимальный зарегистрированный размер 68 см. Размножается яйцеживорождением. Не представляет интереса для коммерческого рыболовства.

## Таксономия
Впервые научно вид описан в 1906 году. Голотип представляет собой самку длиной 68 см, пойманную в проливе Магеллана. Видовой эпитет происходит от слов греч. μακρός — «крупный», «удалённый» и греч. κανϑός — «край», «обод».

## Ареал
Единственный известный экземпляр был пойман в Магеллановом проливе на неизвестной глубине. По некоторым данным встречается у берегов Австралии и Новой Зеландии.

## Описание
Максимальный зарегистрированный размер составляет 68 см. Тело коренастое, сильно сужается от грудных плавников к хвосту. Рыло удлинённое. Преоральное расстояние почти равно ширине рта и дистанции между ртом и первыми жаберными щелями. Губы толстые и мясистые. Верхние губные борозды очень короткие. Нижние зубы скошены их края покрыты низкими зазубринами. Позади глаз имеются брызгальца. 5 пар жаберных щелей.
Второй спинной плавник немного выше первого. У их оснований имеются крепкие шипы, выступающие наружу как минимум на 1/3 своей длины. Основание первого спинного плавника не сдвинуто вперед и не выступает в виде гребня, оно расположено над основаниями грудных плавников. Длина основания второго спинного плавника примерно равна расстоянию между ним и началом основания верхней доли хвостового плавника. Свободный кончик второго спинного плавника расположен намного впереди хвостового плавника. Анальный плавник отсутствует. Грудные плавники крупные, задние края расположены на одной воображаемой вертикальной линии с шипами у основания первого спинного плавника. Задние кончики брюшных плавников сильно удалены от основания хвостового плавника. Кожа покрыта крупными плакоидными чешуйками с тремя гребнями, вытянутыми продольно, и зазубренным задним краем. Окраска ровного чёрного или чёрно-коричневого цвета.

## Взаимодействие с человеком
Вид не представляет интереса для коммерческого рыболовства. Встречается крайне редко. Данных для оценки Международным союзом охраны природы статуса сохранности вида недостаточно.